# Chileense parlementsverkiezingen 1945
De Chileense parlementsverkiezingen van 1945 vonden op 2 maart van dat jaar plaats. In zowel de Kamer van Afgevaardigden als de Senaat werd de Partido Radical de grootste.

## Uitslagen

### Kamer van Afgevaardigden
| Coalitie                     | Partijen          | Zetels |
| ---------------------------- | ----------------- | ------ |
| Derecha                      | PCon, PL, PLP, PA | 73     |
| Alianza Democrática de Chile | PR, PPN, PS, PDo  | 66     |

| Partij                           | Stemmen | Percentage | Zetels | Verschil |
| -------------------------------- | ------- | ---------- | ------ | -------- |
| Partido Conservador              | 106.264 | 23,6       | 36     | +4       |
| Partido Radical                  | 89.922  | 20,0       | 39     | –5       |
| Partido Liberal                  | 80.579  | 17,9       | 31     | +9       |
| Partido Progresista Nacional     | 46.133  | 10,3       | 15     | –2       |
| Partido Socialista               | 32.314  | 7,2        | 6      | –9       |
| Partido Socialista Auténtico     | 25.104  | 5,6        | 3      | —        |
| Partido Democrático              | 21.463  | 4,8        | 6      | 0        |
| Falange Nacional                 | 11.565  | 2,6        | 3      | 0        |
| Partido Liberal Progresista      | 9.849   | 2,2        | 3      | —        |
| Partido Agrario                  | 8.750   | 1,9        | 3      | 0        |
| Partido Democrático              | 2.565   | 0,6        | 1      | –1       |
| Alianza Popular Libertadora      | 6.297   | 1,4        | 1      | –        |
| Andere partijen                  | 5.082   | 1,1        | 1      | –        |
| Onafhankelijken                  | 4.029   | 0,9        | 1      | –        |
| Ongeldige stemmen/blanco stemmen |         | –          | –      | –        |
| Totaal                           | 449.916 | 100        | 147    | 0        |
| Kiesgerechtigden/opkomst         | 624.495 |            | –      | –        |
| Bron: Nohlen                     |         |            |        |          |

### Senaat
- 25 van de 45 zetels verkiesbaar

| Partij                       | Stemmen | Percentage | Zetels |
| ---------------------------- | ------- | ---------- | ------ |
| Partido Conservador          | 48.941  | 24,5       | 5      |
| Partido Radical              | 43.819  | 21,9       | 7      |
| Partido Liberal              | 35.730  | 17,9       | 6      |
| Partido Progresista Nacional | 25.708  | 12,8       | 3      |
| Partido Liberal Progresista  | 16.854  | 8,4        | 1      |
| Partido Socialista           | 12.625  | 6,3        | 2      |
| Partido Democrático          | 8.105   | 4,0        | 1      |
| Falange Nacional             | 7.959   | 3,8        | 0      |
| Partido Demócrata            | 2.120   | 1,1        | 0      |
| Alianza Popular Libertadora  | 1.531   | 0,8        | 0      |
| Partido Agrario              | 688     | 0,3        | 0      |
| Onafhankelijken              | 4.029   | 2,0        | 0      |
| Totaal                       | 208.109 | 100        | 25     |
| Bron: Nohlen                 |         |            |        |

Totale samenstelling Senaat
| Partij               | Zetels |
| -------------------- | ------ |
| Liberal              | 11     |
| Conservador          | 10     |
| Radical              | 12     |
| Democrático          | 1      |
| Agrario              | 2      |
| Socialista           | 2      |
| Socialista Auténtico | 2      |
| Progresista Nacional | 5      |
| Totaal               | 45     |